# Mogneville
Mogneville és un municipi francès, situat al departament de l'Oise i a la regió dels Alts de França. L'any 2007 tenia 1.476 habitants.

## Demografia

### Població
El 2007 la població de fet de Mogneville era de 1.476 persones. Hi havia 478 famílies de les quals 91 eren unipersonals (20 homes vivint sols i 71 dones vivint soles), 138 parelles sense fills, 217 parelles amb fills i 32 famílies monoparentals amb fills.
La població ha evolucionat segons el següent gràfic:
Habitants censats

### Habitatges
El 2007 hi havia 506 habitatges, 488 eren l'habitatge principal de la família, 5 eren segones residències i 13 estaven desocupats. 458 eren cases i 44 eren apartaments. Dels 488 habitatges principals, 431 estaven ocupats pels seus propietaris, 50 estaven llogats i ocupats pels llogaters i 7 estaven cedits a títol gratuït; 4 tenien una cambra, 32 en tenien dues, 61 en tenien tres, 124 en tenien quatre i 267 en tenien cinc o més. 376 habitatges disposaven pel capbaix d'una plaça de pàrquing. A 174 habitatges hi havia un automòbil i a 278 n'hi havia dos o més.

### Piràmide de població
La piràmide de població per edats i sexe el 2009 era:
| Homes | Edats   | Dones |
| ----- | ------- | ----- |
| 0     | 95 o +  | 0     |
| 0     | 90 a 94 | 0     |
| 4     | 85 a 89 | 8     |
| 16    | 80 a 84 | 0     |
| 8     | 75 a 79 | 24    |
| 28    | 70 a 74 | 32    |
| 8     | 65 a 69 | 8     |
| 20    | 60 a 64 | 24    |
| 24    | 55 a 59 | 16    |
| 76    | 50 a 54 | 60    |
| 60    | 45 a 49 | 44    |
| 60    | 40 a 44 | 52    |
| 60    | 35 a 39 | 68    |
| 40    | 30 a 34 | 64    |
| 52    | 25 a 29 | 48    |
| 32    | 20 a 24 | 20    |
| 40    | 15 a 19 | 56    |
| 68    | 10 a 14 | 64    |
| 36    | 5 a 9   | 48    |
| 40    | 0 a 4   | 48    |

## Economia
El 2007 la població en edat de treballar era de 986 persones, 698 eren actives i 288 eren inactives. De les 698 persones actives 635 estaven ocupades (350 homes i 285 dones) i 63 estaven aturades (35 homes i 28 dones). De les 288 persones inactives 78 estaven jubilades, 64 estaven estudiant i 146 estaven classificades com a «altres inactius».

### Ingressos
El 2009 a Mogneville hi havia 492 unitats fiscals que integraven 1.352,5 persones, la mediana anual d'ingressos fiscals per persona era de 20.479 €.

### Activitats econòmiques
Dels 26 establiments que hi havia el 2007, 1 era d'una empresa alimentària, 3 d'empreses de fabricació d'altres productes industrials, 5 d'empreses de construcció, 4 d'empreses de comerç i reparació d'automòbils, 2 d'empreses de transport, 1 d'una empresa d'informació i comunicació, 2 d'empreses financeres, 1 d'una empresa immobiliària, 2 d'empreses de serveis, 2 d'entitats de l'administració pública i 3 d'empreses classificades com a «altres activitats de serveis».
Dels 8 establiments de servei als particulars que hi havia el 2009, 1 era un taller de reparació d'automòbils i de material agrícola, 2 paletes, 1 guixaire pintor, 2 electricistes i 2 perruqueries.
L'únic establiment comercial que hi havia el 2009 era una fleca.
L'any 2000 a Mogneville hi havia 3 explotacions agrícoles.

## Equipaments sanitaris i escolars
El 2009 hi havia una escola elemental.

## Poblacions més properes
El següent diagrama mostra les poblacions més properes.